# Fakenham Magna
Fakenham Magna – wieś w Anglii, w hrabstwie Suffolk, w dystrykcie West Suffolk. Leży 41 km na północny zachód od miasta Ipswich i 114 km na północny wschód od Londynu. Miejscowość liczy 160 mieszkańców.